# Системы подготовки топливного, пускового и импульсного газа
Системы подготовки топливного, пускового и импульсного газа — системы компрессорной станции, предназначенные для подготовки топливного и пускового газа для газотурбинного двигателя и осевого компрессора газоперекачивающего агрегата, импульсного газа, используемого для перестановки кранов компрессорной станции, а также для редуцирования газа, предназначенного прочим местным потребителям.
Система подготовки топливного, пускового и импульсного газа должна обеспечивать:
— подготовку (очистку, подогрев и редуцирование давления) топливного и пускового газа в соответствии с требованиями к эксплуатации газоперекачивающих агрегатов;
— подготовку (очистку, подогрев, осушку) импульсного газа;
— очистку и редуцирование газа собственных нужд компрессорного цеха.
В ряде случаев в системах подготовки топливного, пускового и импульсного газа предусматривается подготовка затворного газа для факельных установок, подаваемого в факельный ствол для предотвращения попадания воздуха, а также для продувки факельной системы.

## Состав системы
Типовая схема систем подготовки топливного, пускового и импульсного газа предусматривает прохождение природным газом нескольких этапов: отбор газа из технологических трубопроводов компрессорной станции, подготовка в узле подготовки топливного, пускового и импульсного газа и направление для использования. Подготовка газа заключается в его очистке и подогреве, а также для топливного и пускового газа — редуцировании до необходимого давления. При необходимости предусматривается измерение расхода газа и одоризация.
Дополнительно может предусматриваться оборудование, не участвующее в подготовке газа напрямую и предназначенное для работы основных узлов — узлы подготовки теплоносителя для подогревателя, подготовки газа на собственные нужды, блок операторной и т. д.

## Отбор газа
Отбор газа осуществляется в трех точках компрессорной станции: до и после крана № 20 станции (кран, предназначенный для направления газа по магистральному газопроводу при отключении компрессорной станции в случае ремонта или аварии), из входного газопровода после узла очистки и из выходного газопровода до установки охлаждения газа. Далее трубопроводы отбора газа объединяются в коллектор, газ из коллектора направляется на узел подготовки топливного, пускового и импульсного газа для подготовки.

## Подготовка газа

### Очистка газа.
Узел очистки должен обеспечивать удаление механических примесей и жидкостей из газа.
Узел очистки газа включает в себя аппараты очистки, чаще фильтры-сепараторы, запорную арматуру на входе/выходе каждой линии очистки, контрольно-измерительные приборы. Дополнительно может предусматриваться устройство автоматического слива конденсата в емкость.
Качество очистки газа должно соответствовать требованиям ГОСТ 5542-87 «Газы горючие для промышленного и коммунально-бытового назначения». Степень очистки и осушки газа должна исключать заедание и обмерзание исполнительных органов арматуры при низких температурах наружного воздуха.

### Подогрев газа.
Подогрев газа осуществляется для исключения образования кристаллогидратов во внутренних полостях технологического оборудования. Узел подогрева включает в себя подогреватели газа прямого нагрева или непрямого нагрева через теплоноситель, запорную арматуру на входе/выходе узла.
В качестве теплоносителя при непрямом нагреве, в основном, используются диэтиленгликоль, триэтиленгликоль или вода. Предусматриваются подводящие/отводящие линии теплоносителя с ручными затворами, защита и сигнализация при прорыве газа в полость теплоносителя.
В среднем подогрев газа осуществляется на 15-25 градусов Цельсия в зависимости от температуры входящего потока и требуемой температуры потока на выходе.

### Редуцирование давления газа.
Узел редуцирования должен осуществлять снижение и автоматическое поддержание заданного давления топливного и пускового газа, обеспечивать стабильную работу во всем диапазоне выходного и выходного давления. Узел редуцирования включает в себя регуляторы давления, клапаны-отсекатели, арматуру на входе/выходе редуцирующих линий, контрольно-измерительные приборы для замера и передачи параметров давления и температуры.
Входящее давление газа в узел редуцирования может составлять от 6 до 12 МПа в зависимости от особенностей магистрального газопровода (протяженности, количества компрессорных станций на магистральных газопроводах, давления газа, исходящего с установки комплексной подготовки газа и прочих факторов). Выходное давление газа может составлять от 0,4 МПа до 6 МПа в зависимости от направления дальнейшего использования среды (топливный газ на газотурбинную установку подается давлением от 0,1 до 2,5 МПа, пусковой газ на компрессор — 1,0 — 1,5 МПа).

## Использование газа
После подготовки импульсный газ поступает ко всем общестанционным кранам на узел подключения, режимным и агрегатным кранам, а также кранам на линиях подготовки топливного и пускового газа. Топливный газ поступает в топливный коллектор и далее в камеру сгорания газотурбинного двигателя. Пусковой газ поступает на пусковое устройство, где расширяясь до атмосферного давления, совершает полезную работу, идущую на раскрутку осевого компрессора.